# Кейт, Уильям (художник)

Подпись художника

Уильям  Кейт (англ. William Keith; 1838—1911) — американский художник шотландского происхождения, также гравёр. Известен своими пейзажами Калифорнии с использованием стиля тонализм, был связан с Американской Барбизонской школой.

## Биография
Родился 18 ноября 1838 года в городе Олдмелдрум области Абердиншир Шотландии в семье William Keith (1806—1838) и Elizabeth Bruce (1813—1868), происходящих из клана Кейт.
Сначала воспитывался своим дедушкой, так как отец умер за несколько месяцев до рождения сына. В 1850 году с матерью и сестрами эмигрировал в США. Они поселились в Нью-Йорке, где Уильям посещал школу и стал учеником резчика по дереву в 1856 году. Затем он был нанят для иллюстрирования журнала Harper’s Magazine. В 1858 году он побывал в Шотландии и Англии, где некоторое время работал в газете London Daily News. Потом в мае 1859 года снова вернулся в США и осел в Сан-Франциско, где создал собственную гравёрную мастерскую. Позже привлёк к партнёрству Harrison Eastman (в 1862 году) и Durbin Van Vleck (в 1864 году).
Затем Кейт занялся изучением искусства. Сначала учился живописи у Сэмюэля Брукса (англ. Samuel Marsden Brookes) и, возможно, брал уроки у Элизабет Эмерсон (англ. Elizabeth Emerson), на которой женился в 1864 году. Впервые свои акварели выставлял в 1866 году и получил высокую оценку со стороны критиков. В 1868 году Уильям начал писать маслом, прекратив свои гравёрные работы. В этом же году он получил заказ от железнодорожной компании  Oregon Navigation and Railroad Company  на создание картин Тихоокеанского Северо-Запада (англ. Pacific Northwest).
В 1869—1871 годах художник отправился в Дюссельдорф, Германия, где следовал стопами американских художников Альберта Бирштадта и Уортингтона Уитриджа. Учился у Альберта Фламма (нем. Albert Flamm), восхищался работами Андреаса Ахенбаха. Также некоторое время провел в Париже, где был впечатлён как работами старых мастеров, так и живописцев Барбизонской школы. По возвращении в Соединенные Штаты, жил и работал в студии в Бостоне вместе с Уильямом Ханом (англ. William Hahn).
В 1873 году Кейт возвратился в Калифорнию, ездил в долину Йосемити с рекомендательным письмом для Джона Мьюра, ученого-естествоиспытателя, с кем дружил в течение следующих 38 лет. Оба они родились в Шотландии, были ровесниками, одинаково разделяли любовь к горам Калифорнии. В течение 1870-х годов Уильям написал ряд панорам Калифорнии размером  шесть на десять футов.

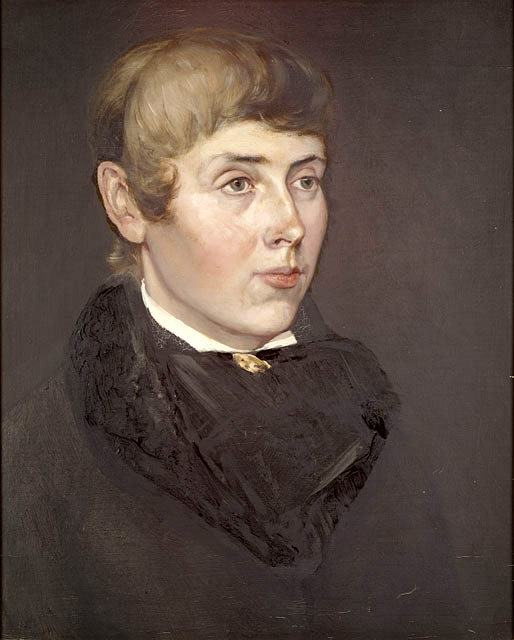
Портрет Мэри Макгенри работы Кейта

В 1882 году умерла его жена Элизабет, и Уильям нашел утешение у своего друга Джозефа Вустера (англ. Joseph Worcester), который оказал сильное влияние на художника в подходе к пейзажной живописи. В 1883 году Кейт женился на Мэри Макгенри (англ. Mary McHenry), которая была первой женщиной-выпускницей юридической школы Гастингса (англ. Hastings Law School) и активной суфражисткой. Свой медовый месяц они посвятили путешествию из Калифорнии на Восточное побережье США, откуда уехали в Европу, в Мюнхен. Здесь Уильям изучал рисунок и живопись портрета, общался с немецкими художниками, получая от них конструктивную критику. Вернулись супруги в Сан-Франциско в середине 1885 года.
Через Джозефа Вустера Кейт познакомился с архитектором Дэниелом Бернемом из Чикаго, который стал покровителем и агентом художника, показывая и продавая его картины чикагским коллекционерам. В 1886 году Кейт с женой переехал в построенный им по индивидуальному проекту дом в Беркли, Калифорния, из которого ездил для работы в свою студию в Сан-Франциско. В этом же году он совершил круиз к Аляске по маршруту Inside Passage, сделав эскизы её ледников. Для пополнения семейного бюджета, Уильям писал на заказ портреты, а также давал частные уроки живописи, преимущественно для женщин.

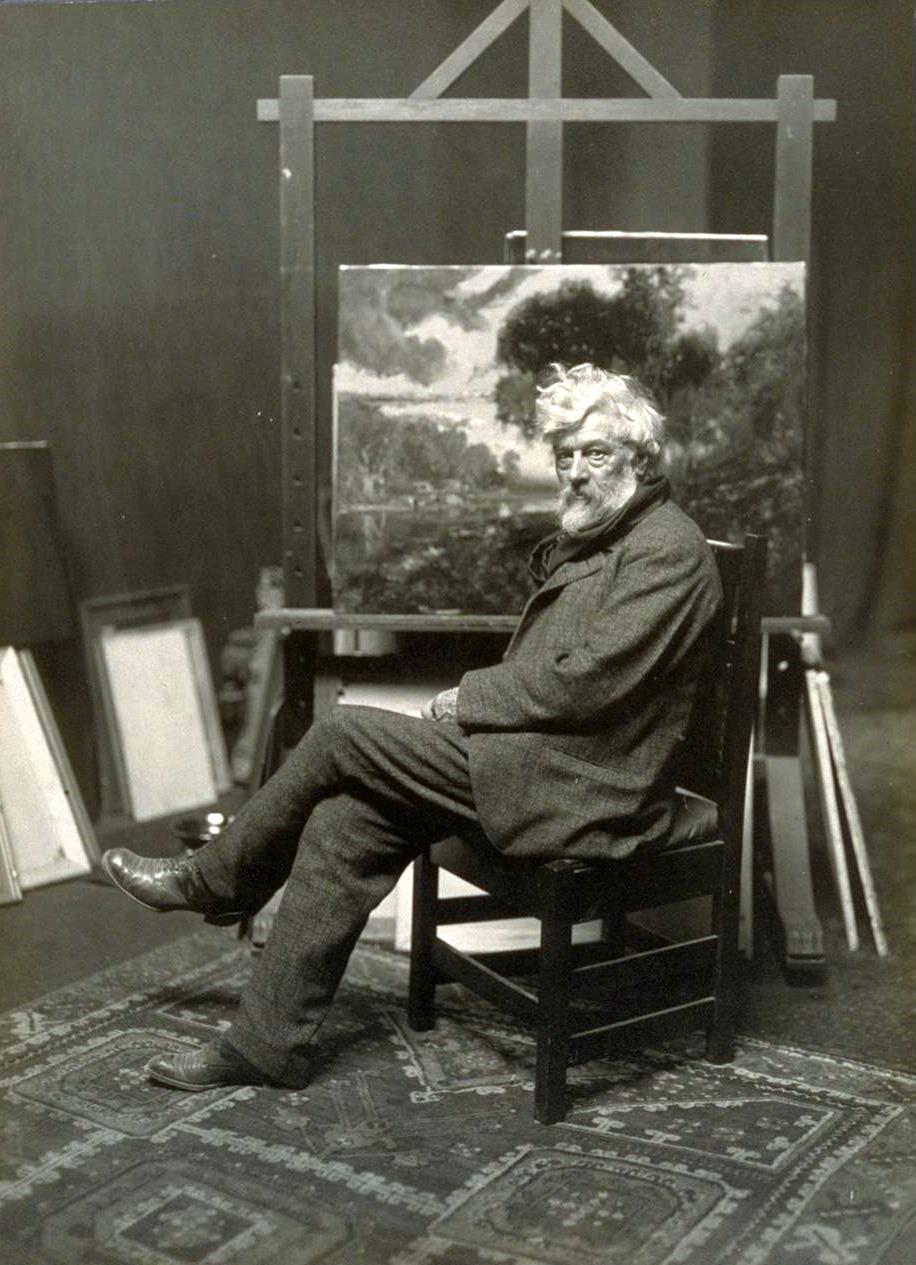
Уильям Кейт в своей студии

В 1888 году Кейт вместе с Мьюром отправился на горы Шаста и Рейнир для создания иллюстраций к труду учёного Picturesque California. Кейт был частью группы друзей Джона Мьюра, которые с 1889 выступали за создание Национального парка Йосемити. Эта же группа создала в 1892 году ассоциацию Sierra Club для защиты природы Сьерра-Невады.
С конца 1880-х годов художник создал много пейзажных работ. Некоторые из них были в стиле Теодора Руссо, основателя Барбизонской школы, и американского художника-пейзажиста Джорджа Иннесса. Инесс приезжал в гости к Уильяму Кейту, и они вместе работали в районе залива Сан-Франциско в 1891 году. В результате землетрясения в Сан-Франциско в 1906 году и последующего пожара, студия Кейта была уничтожена, а вместе с ней были потеряны почти 3000 его работ. Эта трагедия нанесла непоправимый ущерб здоровью художника. Однако он продолжил работать и в октябре 1907 года в сопровождении Мьюра побывал в ледниковой долине Hetch Hetchy Valley Национального парка Йосемити, где создал много работ, так как в долине предполагалось создать водохранилище гидроэлектростанции, снабжающей Сан-Франциско электричеством и водой.
Умер 13 апреля 1911 года в своём доме в Беркли, штат Калифорния. Был похоронен на кладбище Mountain View Cemetery города Окленд, Калифорния.

Некоторые работы
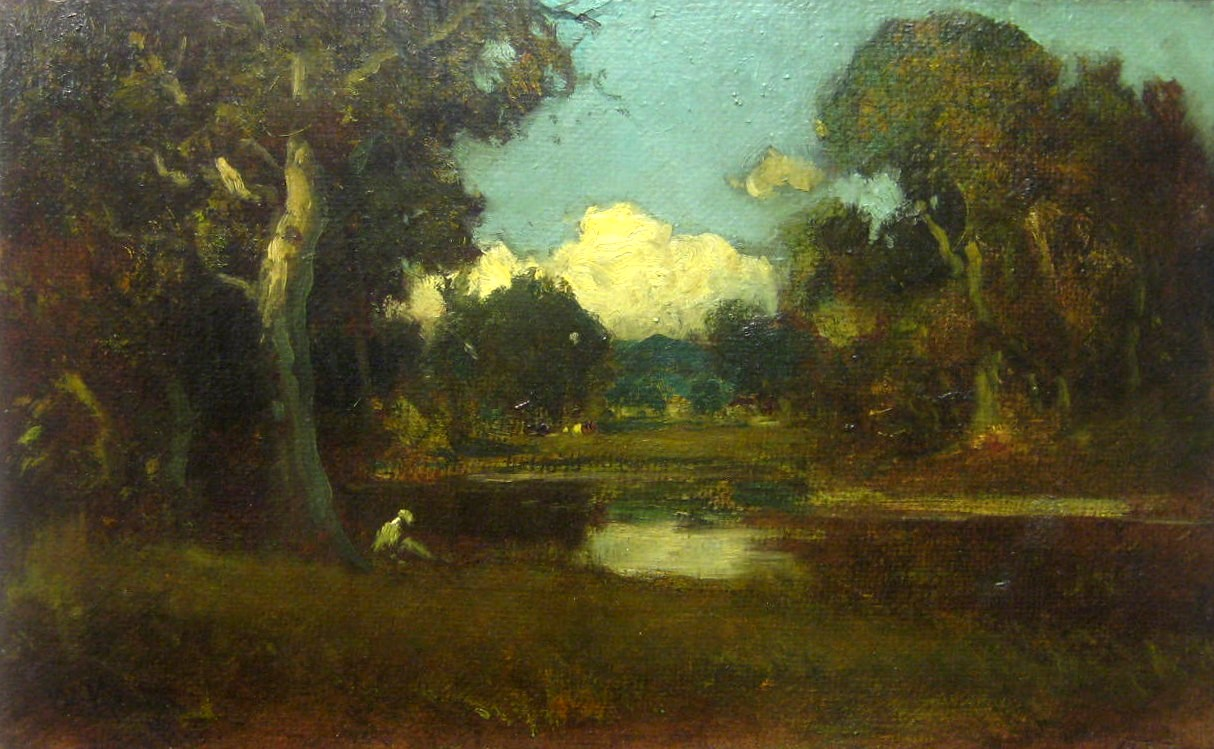
Berkeley Oaks
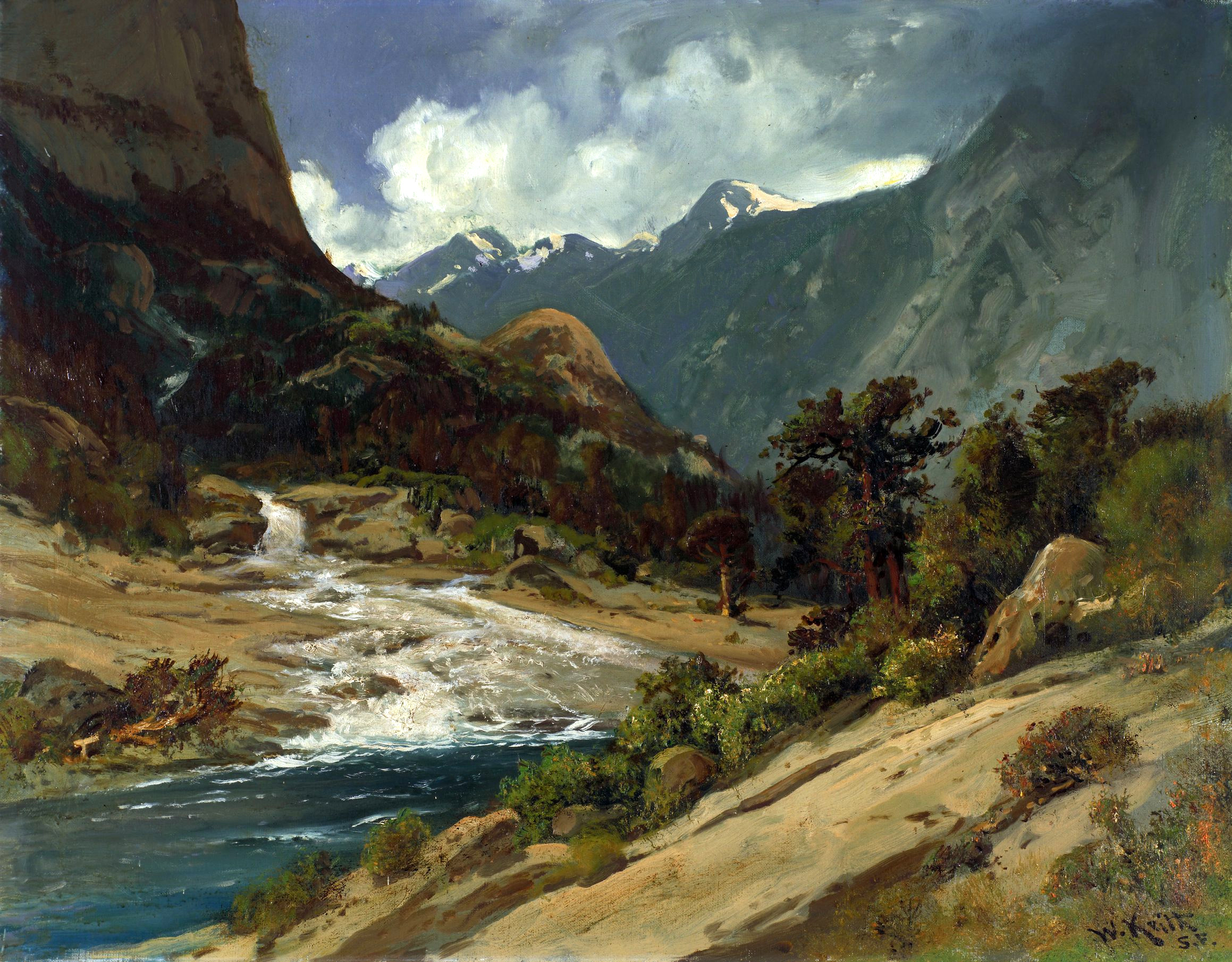
Hetch Hetchy Side Canyon
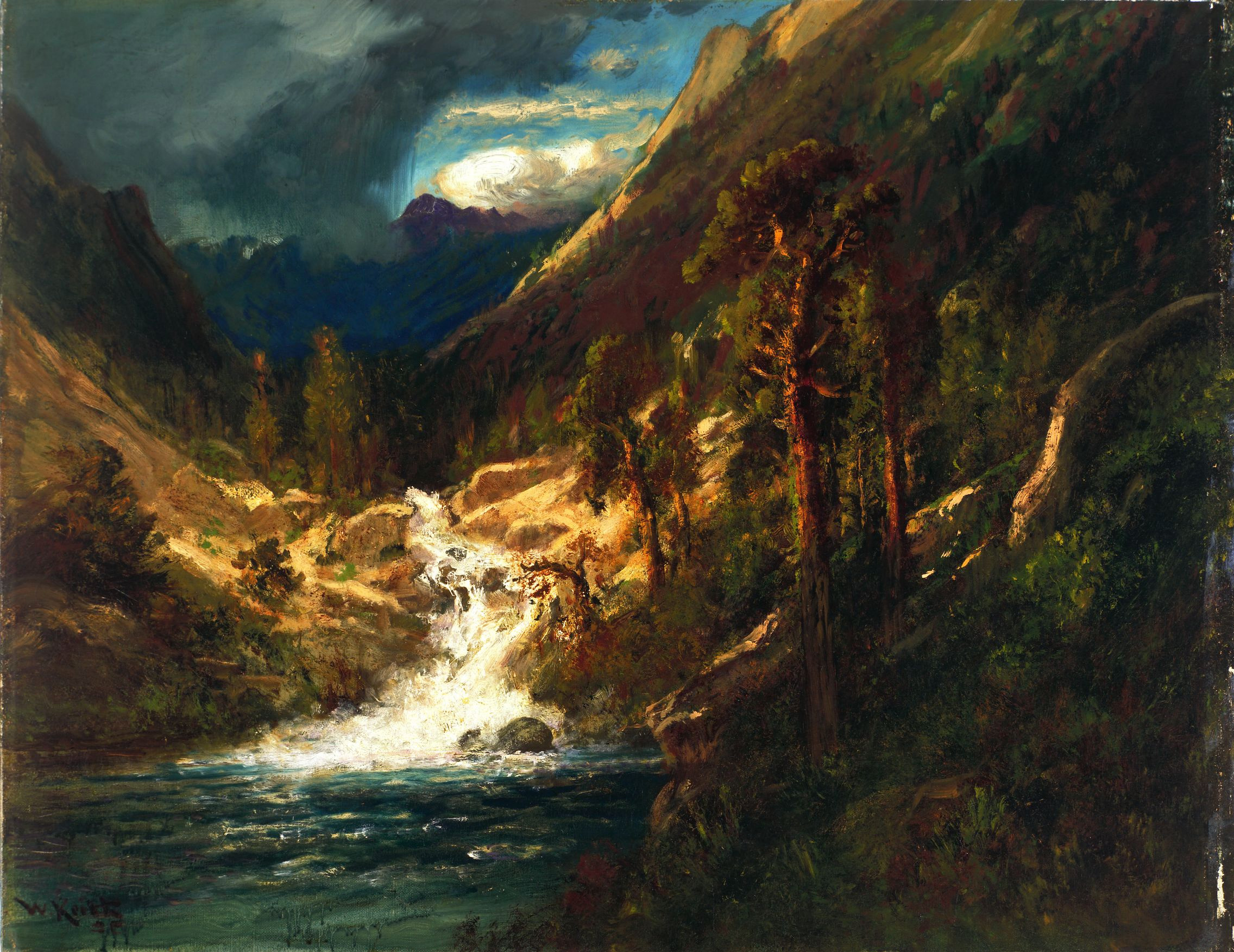
Hetch Hetchy Side Canyon
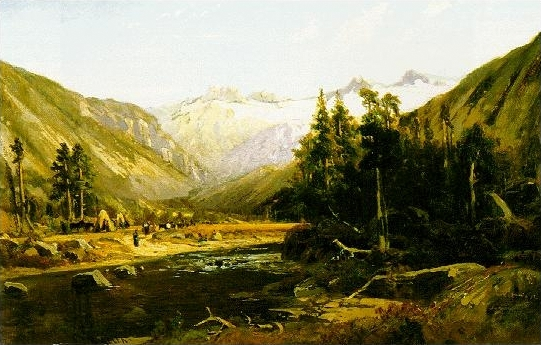
Mount Lyell, California Sierra